# ساشا اوبرادویچ
ساشا اوبرادویچ (سیریلیک صربی: Саша Обрадовић؛ زادهٔ ۲۹ ژانویهٔ ۱۹۶۹) بازیکن بسکتبال اهل صربستان است.
از باشگاه‌هایی که در آن بازی کرده‌است می‌توان به آلبا برلین، باشگاه بسکتبال ستاره سرخ بلگراد، و ویرتوس رم اشاره کرد.
وی در مسابقات کشوری و بین‌المللی در مجموع برندهٔ ۴ مدال طلا، ۱ مدال نقره، ۱ مدال برنز شده‌است.